# Appartement du roi

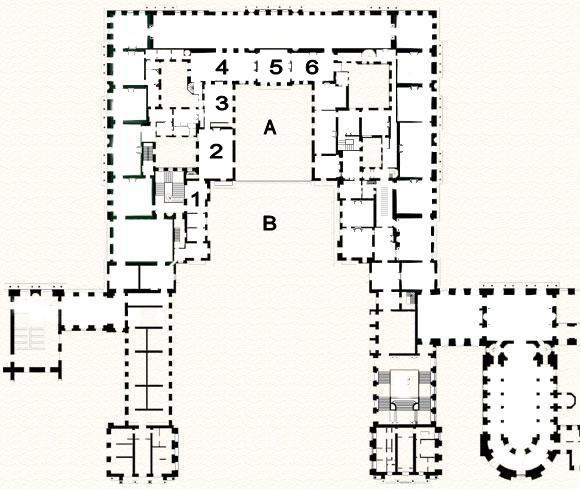
Plan de l’appartement du roi :
1 : Vestibule
2 : Salle des gardes
3 : Première antichambre, dite salon du grand couvert
4 : Salon de l'Œil-de-bœuf (auparavant la deuxième antichambre ou antichambre des Bassans et la chambre du roi)
5 : Chambre du roi (auparavant le salon du roi)
6 : Cabinet du Conseil (auparavant le cabinet des glaces et le cabinet des termes)
A : Cour de Marbre
B : Cour Royale

L’appartement du roi est l’ensemble des pièces du château de Versailles qui servirent d'appartement particulier à Louis XIV. Donnant sur la cour de marbre, ces salons se situent dans le « château vieux » à l’emplacement de l’ancien appartement de la reine. En raison de l’incommodité du Grand Appartement du Roi et de la construction de la Galerie des Glaces, Louis XIV fit aménager cet appartement peu après la mort de la reine Marie-Thérèse par son premier architecte Jules Hardouin-Mansart. Au XVIIIe siècle, l’appartement fut reconverti en lieu de travail pour Louis XV et Louis XVI.
Au début, l’appartement se composa d’une enfilade de huit salons sortant du palier de l’escalier de la reine. Le nombre de pièces fut réduit à sept en 1701 et à six en 1755.

## Le vestibule
Le vestibule est lambrissé en marbres polychromes et éclairé par deux fenêtres donnant sur la cour royale. En 1701, afin d’éclairer l’escalier, Louis XIV fit percer le mur vis-à-vis les fenêtres transformant le vestibule en loggia. À la fin du règne de Louis XIV, le vestibule servit d'entrée à l’appartement du roi, au  Grand Appartement de la Reine et à l’appartement de Madame de Maintenon.      

## Salle des gardes du roi
Utilisée pour la garde du roi, cette pièce présentait à l'origine un décor de tentures en cuir doré. La bataille de Leuze, le 18 septembre 1691 par Joseph Parrocel était accrochée sur la cheminée. La salle était illuminée par deux grands lustres ornés du blason du roi. Le rôle utilitaire de la pièce se reconnaissait dans les bancs simples en bois, les lits de camp et les paravents utilisés par les 24 gardes du corps de la compagnie écossaise (se distinguant par le port d'un hoqueton, sorte de casaque blanche brodée d'or portée par-dessus leur uniforme) dont quatre protégeaient constamment le roi de la foule lors de ses déplacements. Lors du règne de Louis XIV, chaque lundi une table était dressée avec une nappe de velours galonnée d’or sur laquelle les sujets du roi déposaient des placets ou des pétitions à son intention.

## Première antichambre
La première antichambre ou salon du grand couvert (connu également à l’époque de Louis XIV comme la salle où le roy soupe), donna sur la cour de marbre et sur la cour de la reine. Des scènes de bataille – avec La Bataille d’Arbela par Joseph Parrocel qui fut accrochée sur la cheminée – formèrent les éléments principaux du décor. Après les morts de la reine Marie-Thérèse et la dauphine, Marie-Adélaïde de Savoie, l’antichambre servit pour les occasions où le roi dîna seul en public – au grand couvert. Pour ses occasions, une table avec un seul fauteuil furent dressés devant la cheminée. Vis-à-vis la cheminée se trouva la tribune pour les musiciens qui jouaient lors du repas ; la tribune fut supprimée au XVIIIe siècle.
Un des plus célèbres scandales de l’histoire du règne de Louis XIV connut son épilogue dans cette salle. En 1691, les passements des portières du salon de Mars et un morceau du lit dans le salon de Mercure furent dérobés. Le marquis de Sourches laissa le récit :

« Vers l’entremets, j’aperçus je ne sais quoi de fort gros et comme noir en l’air sur la table, que ne n’eus le temps de discerner ni de montrer par la rapidité dont se gros tomba sur le but de la table. Le bruit que cela fit en tombant, et la pesanteur de la chose fit bondir les plats, mais sans en renverser aucun, et de hasard cela tomba sur la nappe et point dans des plats. Le Roi, au coup que cela tourna la tête à demi et sans s’émouvoir en aucune sorte : « Je pense, dit-il, que se sont mes franges… » Cela fit au moment de murmure… « Voilà, dit le Roi, qui est bien insolent » mais d’un ton tout uni et comme historique. »

|  |                                                                  |  |
|  | Combat de Leuze, 18 September 1691 vers 1691 par Joseph Parrocel |  |

|                                                                                               |                                                                    |                                                                                                | | |                                                                                      |
| Halte de cavaliers se désaltérant après une bataille vers 1687 par Joseph Parrocel, paroi sud | Combat de cavalerie vers 1687 par Joseph Parrocel, paroi sud-ouest | Charge de cavalerie sous les remparts d'une ville vers 1687 par Joseph Parrocel, paroi sud-est | Alexandre le Grand, vainqueur de Darius à la bataille d'Arbelles vers 1687 par Jacques Courtois, au-dessus de la cheminée | Cavalier conduisant des prisonniers après la prise d'une ville vers 1687 par Joseph Parrocel, paroi nord | Charge de cavalerie avec cavalier renversé vers 1687 par Joseph Parrocel, paroi nord |

## Deuxième antichambre
Primitivement, la deuxième antichambre et la chambre formèrent une partie de l’appartement de la reine ; pourtant en 1684, après la mort de Marie-Thérèse, les deux pièces furent rattachées à l’appartement du roi.
La deuxième antichambre servit comme lieu où les courtisans attendaient leur entrée auprès du roi pendant le petit lever et le grand lever. En raison de la collection des peintures par l’artiste italien, Jacopo Bassano, dit le Bassan, qui furent exposées dans cette salles, la pièce fut surnommée antichambre des Bassans. Le célèbre  Noli me tangere par Lambert Sustris orna la cheminée. En 1701, la deuxième antichambre et la chambre du roi furent fusionnées afin de créer le grand salon, le salon de l'Œil-de-bœuf, qui devint l’antichambre principale de la nouvelle chambre du roi.
|  |  |
|  |  |

|                                                                        |                                                                             |
| Noli me tangere vers la deuxième moitié du XVIe siècle Lambert Sustris | L'Évanouissement d'Esther vers le dernier quart du XVIe siècle par Véronèse |

Prenant son nom de la fenêtre ovale – l’œil de bœuf – dans la voussure sud du plafond, le salon de l'Œil-de-bœuf présente une frise avec des groupes de putti dansant en stuc doré dans les voussures du plafond. Le décor de cette pièce annonce une transition entre le style Louis XIV, qui se trouve au Grand Appartement du Roi et dans la galerie des glaces. Avec un décor qui présenta des glaces, meubles dorés, les peintures L’Évanouissement d’Esther et Judith avec la tête d’Holopherne par Véronèse. Le salon de l’œil de bœuf se présenta comme un des plus somptueuses pièces de l’appartement du roi.
Quand Louis XIV s’installa dans la chambre du roi en 1684, la pièce suivante fut désignée pour le salon du roi ou le salon où le roi s’habille. Le salon du roi servait depuis dix-sept années comme lieu où se déroulèrent les cérémonies du lever et du coucher du roi.

## Chambre de Louis XIV

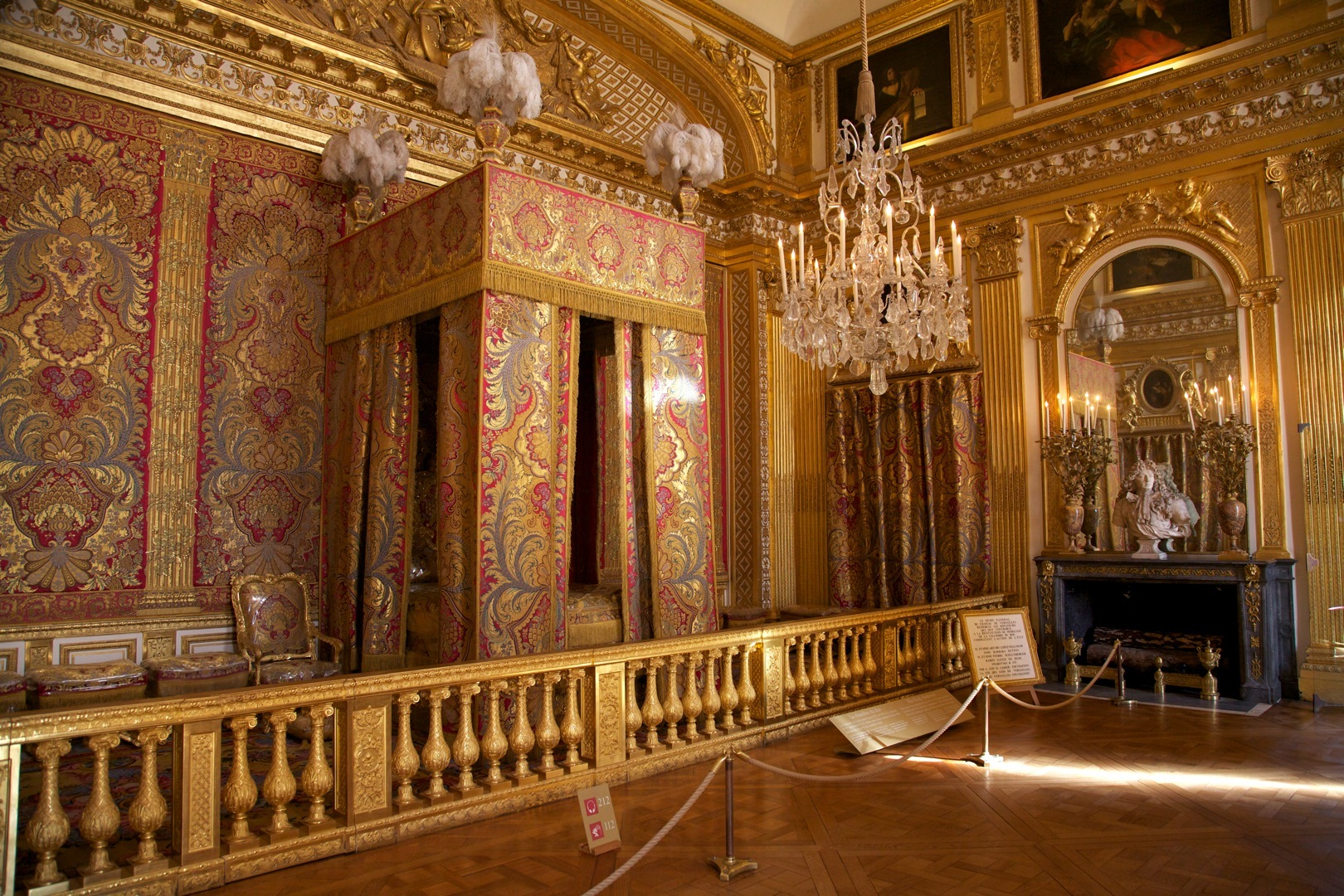
Chambre du roi avec le lit, la balustrade, la cheminée en marbre bleu turquin et les tableaux à l'attique.

Cette chambre de parade fut réalisée sur l’emplacement du salon du roi, une pièce qui remontait à l’époque de Louis XIII. Lors du règne de Louis XIV, elle subit maintes modifications jusqu'à son achèvement en 1701, comme celle de la construction de la galerie des glaces qui exigea la suppression des trois portes-fenêtres à l’ouest donnant sur la terrasse, remplacées par trois  portes du fond qui furent bouchées pour former une alcôve. Avec l’établissement de la chambre du roi, la pièce devint le centre physique et idéologique du château : le souverain y dînait au « petit couvert ». Chaque jour avaient lieu les cérémonies du « lever » et du « coucher » du Roi, auxquels assistaient une centaine de personnes (officiers de la chambre et de la garde-robe, courtisans, diplomates, gouverneurs).
|                                                                           |  |                                                                                   |  |                                                                      |
| Marie-Madeleine en extase au pied de la croix vers 1628-1629 par Le Guide |  | Sainte Cécile avec l'ange vers le premier quart du XVIIe siècle par Le Dominiquin |  | Le Roi David vers le premier quart du XVIIe siècle par Le Dominiquin |

En raison d’économie, Louis XIV fit garder une grande partie du décor primitif du salon du roi pour sa chambre. Les dessus-des-portes comptèrent le Portrait de Francisco de Moncada et un Autoportrait par Antoon van Dyck, un Saint Jean Baptiste par Le Caravage et Marie Madeleine par Le Guide. La Saint Cécile par Le Dominiquin fut exposée dans la voussure au-dessus de la cheminée et vis-à-vis d'une autre œuvre du peintre : Le Roi David jouant de l’harpe.
À l’ouest se situa la ruelle (nom de l'alcôve attenante au lit) où se trouvait le lit du roi séparée de l’autre partie de la pièce par une balustrade en bois doré séparant l'espace public de l'espace privé dans lequel seuls les domestiques et les membres de la famille royale pouvaient accéder. Le décor de la ruelle avec une ornementation d’agrafes, de volutes et de treillages sculptées anticipèrent le style Régence. Au-dessus du lit à baldaquin surmonté de plumes d'autruche et d'aigrettes, se trouva l’allégorie en stuc de « La France veillant sur le sommeil du Roi » sculptée par Nicolas Coustou, ce bas-relief étant surmonté d'un cintre en treillage couronné de deux Renommées, œuvres de François Lespingola.
Les tentures de la ruelle et du lit (velours cramoisi brodé d’or tendu sur les murs en hiver, damas d’or et d’argent sur fond de damas cramoisi en été) furent tissées de nouveau comme projet de la restauration du château de Versailles entamé par des initiatives de la Cinquième République : la chambre restaurée fut officiellement inaugurée le 9 juin 1980 après des travaux entamés dans les années 1950, la cérémonie étant retransmise en eurovision. Les tentures originales avaient déjà été restaurées en 1763 ; en 1785, Louis XVI fit brûler le brocart et en récupéra plus de soixante kilogrammes d’or. Les tentures actuelles ne sont pas des copies des tentures primitives de la chambre du roi ; en effet, le brocart fut retissé d’après un dessin réalisé pour la tenture d’hiver de la chambre de la reine. C'est seulement après le début du projet que les dessins originaux de la tenture de Louis XIV furent trouvés, en raison d’économie – le tissage était déjà en marche – la chambre du roi fut restaurée avec les tentures d’hiver de la chambre de la reine. Le 1er septembre 1715, Louis XIV, âgé de 76 ans, y mourut.

## Cabinet du conseil
Cette pièce devint cabinet du conseil avec la construction du salon de la guerre, qui fut érigé sur l’emplacement du salon de Jupiter – la pièce qui servit comme salle du conseil au sein du Grand Appartement du Roi. Primitivement surnommée cabinet du roi à partir de 1684, la pièce fut réaménagée en 1701 avec un nouveau décor qui présenta les murs lambrissés avec des glaces ; par conséquent, cette pièce fut rebaptisée cabinet des glaces. En dépit du luxe des glaces, la pièce fut meublée de manière utilitaire : en plus de la table de conseil dressée avec une nappe en velours, il y eut trois fauteuils, douze tabourets pliants et une chaise-longue qu’utilisa Louis XIV en 1686 lors de la crise de la fistule anale.
De toutes les pièces de l’appartement du roi, cette pièce fut une expression des goûts personnels de Louis XIV. En plus de la collection des bijoux, le décor présenta des œuvres par Nicolas Poussin et Giovanni Lanfranco et un clavecin. 
Les caractéristiques personnels de cette pièce furent contrebalancés par le fait que c'est dans cette pièce que Louis XIV gouvernait la France : des conseils y furent convoqués ; Louis XIV y reçut les écrivains et les artistes chargés de diffuser sa gloire ; et des audiences particulières y eurent lieu.
La dernière pièce de l’appartement du roi de l’époque de Louis XIV fut le cabinet de termes. Ainsi surnommé en raison du décor qui présentait vingt termes, cette pièce fut également connue comme le cabinet des perruques parce que Louis XIV y fit ranger ses perruques. La pièce servit comme garde-robe où le roi changeait de perruque, de chemise ou de chapeau à maintes reprises chaque jour. Le soir, Louis XIV faisait assembler ses enfants, les membres de sa famille et ses courtisanes préférées.
Le cabinet des glaces et le cabinet des termes furent supprimés en 1755 lorsque Louis XV commanda une nouvelle salle du conseil – la pièce actuelle. Ange-Jacques Gabriel fut chargé avec la décoration et les boiseries furent le chef-d’œuvre de Jules-Antoine Rousseau.